# 波多矿泉水
波多（法語：Badoit）是法国达能集团旗下依云矿泉水公司的天然含气矿泉水品牌。

## 矿泉水性质与组成
| 元素             | 比例（mg/l） |
| ---------------- | ------------ |
| 钙（Ca2+)        | 153          |
| 镁（Mg2+)        | 80           |
| 氯化物（Cl−)     | 54           |
| 钠（Na+)         | 180          |
| 钾（K+)          | 11           |
| 硫酸盐（SO42−)   | 35           |
| 碳酸氢盐（HCO3−) | 1250         |
| 氟化物（F−)      | 1.2          |
| 二氧化硅（SiO2） | 27           |
| 硝酸盐（NO3−）   | 7            |

### 放射性元素
波多矿泉水的水源中每升含70贝克勒尔，包含：58mg/m3的铀, 350mg/m3的镭-226和713Bq/m3 镭-228。再经过处理后罐装销售的水中含有： 5.45mg/m3的铀，28mg/m3的镭-226和44Bq/m3 镭-228。

## 历史

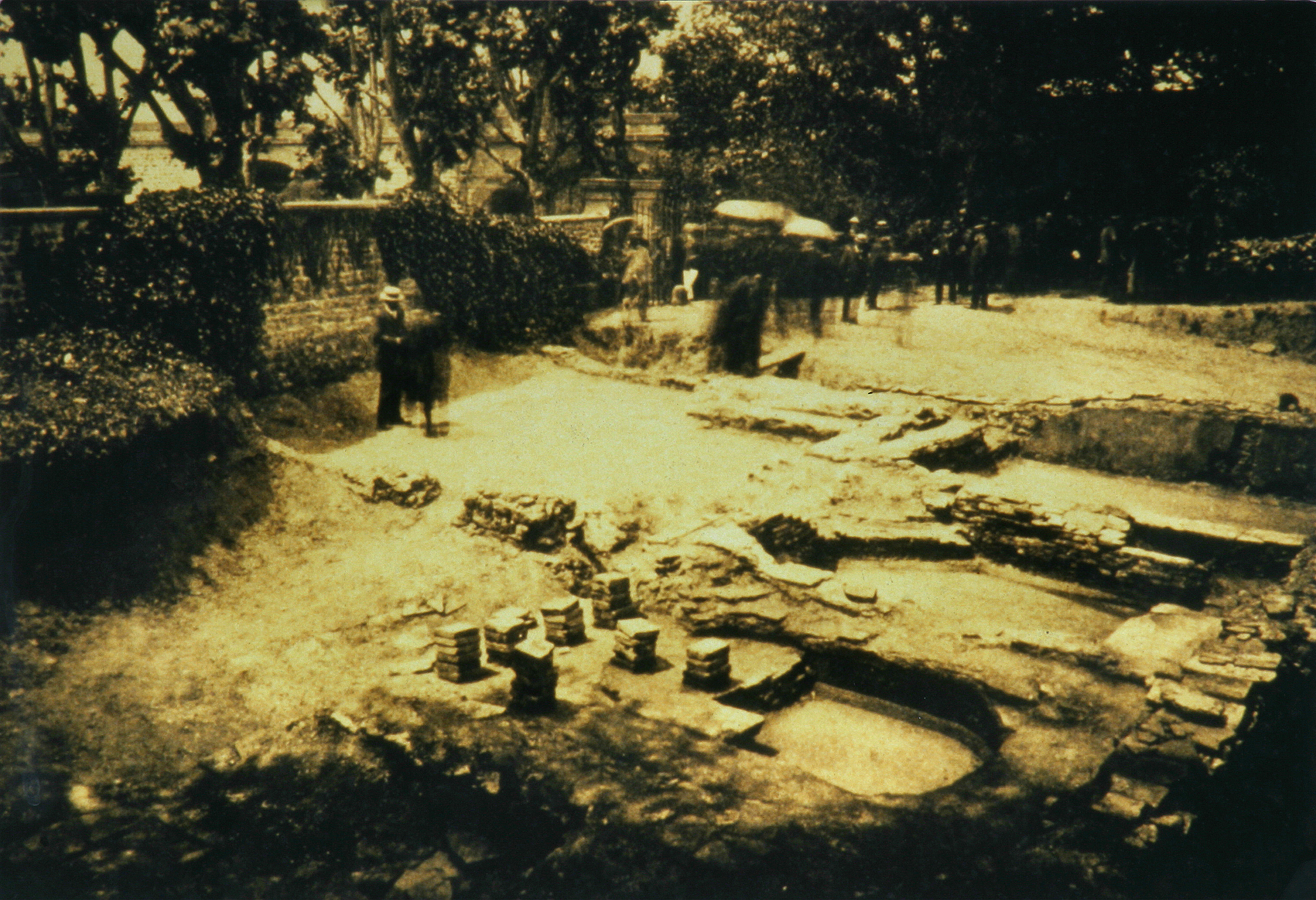
十九世纪的考古现场 （圣加勒米耶）

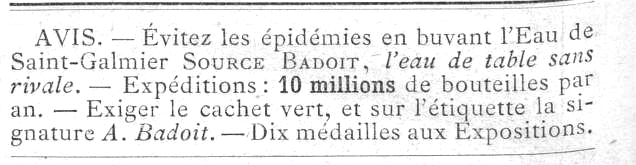
1857年的波多矿泉水广告。

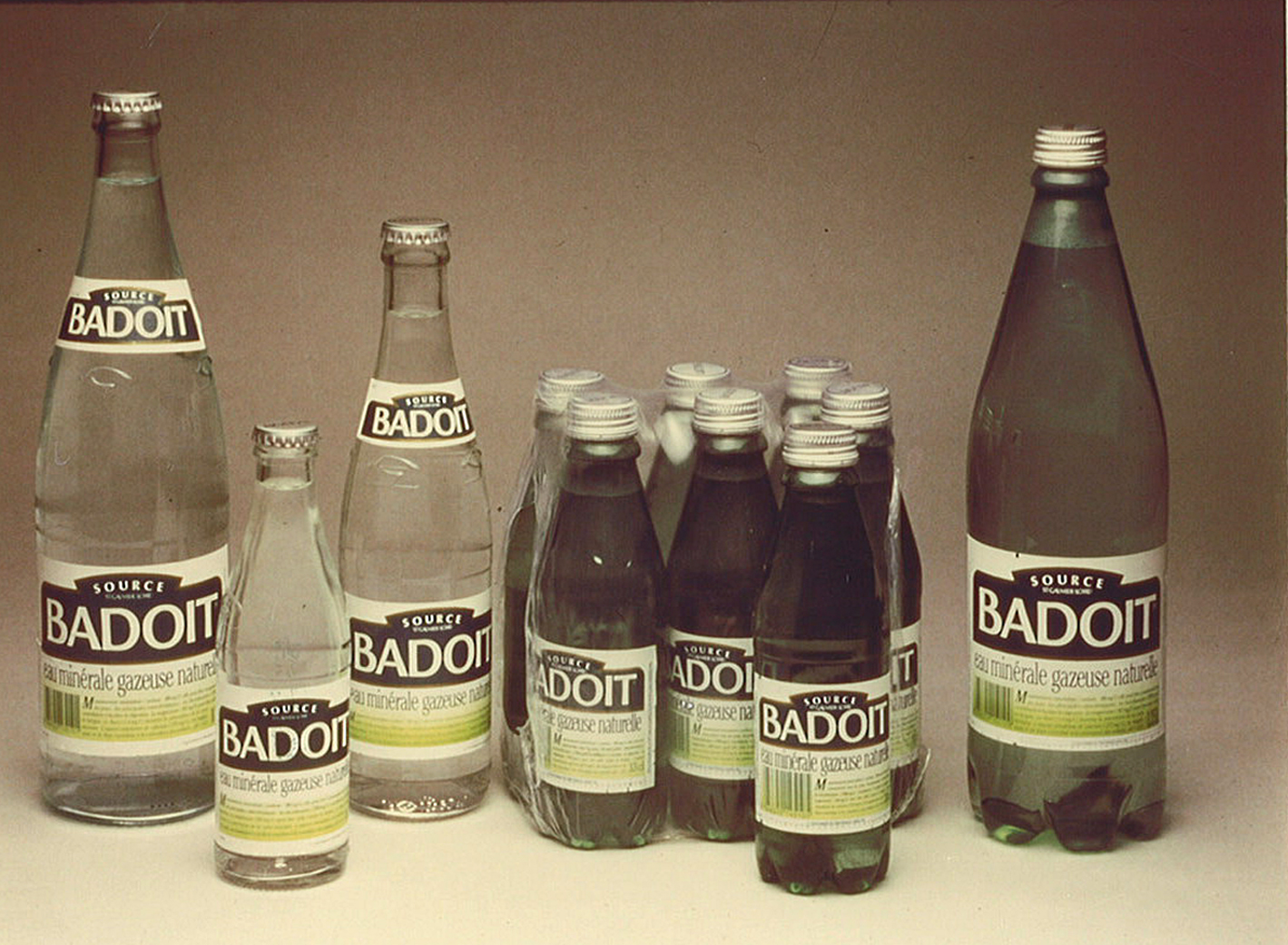
1983年的波多矿泉水瓶装有螺旋瓶盖

### 视觉识别系统（标志）
2012年2月公司更换了新的视觉识别系统，并随后进行大面积电视广告投放。

## 产品
波多有3种产品：绿波多、红波多和调味波多（柠檬、青柠、薄荷、树莓、柚子）。